# Khorovod

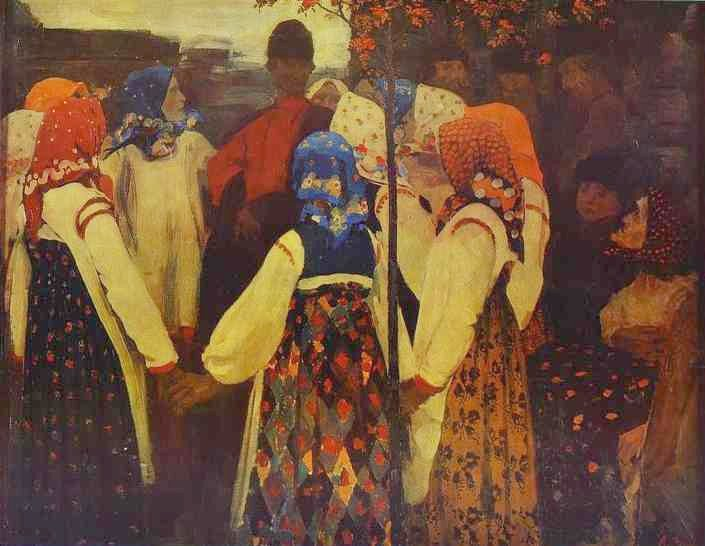
Un noi interromp un khorovod ballat per noies.

El khorovod (en rus хоровод) era un ball que a començament del segle xix es ballava a la cort del tsar rus Alexandre I. És de tres temps i més aviat ràpid. Els ballarins, que estan disposats en cercle, canten alhora com en una coral. Pot recordar la khoreïa de l'antiga Grècia. Sembla que aquesta mena de ball cantat existeix també en altres països eslaus.